# Blue Seed
Blue Seed (碧奇魂ブルーシード, Aokushimitama Burū Shīdo) est un manga de Yūzō Takada en 17 chapitres publiés entre mars 1992 et juin 1995 dans le magazine Comic Ganma puis en deux volumes sortis le 28 mars 1994 et le 16 décembre 1995. L'intrigue s'inspire de la mythologie japonaise liée à la province d'Izumo, en particulier de l'affrontement entre le dieu Susanoo et le monstre à huit têtes Yamata no Orochi ainsi que le mythe des Kushinada.
Il est adapté en anime par Production I.G entre 1994 et 1995, puis en OAV entre 1996 et 1998.

## Histoire
Les Aragamis sont des êtres dotés de nombreuses formes draconiques, reptiliennes ou végétales et sont généralement hostiles. Quand ils seront libérés dans notre monde, la prophétie dit que seul le sacrifice d'une Kushinada et de Susanoo pourra les vaincre. Ceci s'est produit le jour où la lignée de descendantes en ligne droite de Kushinada s'est scindée en deux : des jumelles sont nées. Plutôt que de tenter une invasion violente de la réalité, les Aragami commencent une prise de contrôle graduelle de certaines créatures terrestres en leur insufflant des graines bleues : les magatamas, qui les transforment en monstres. Bien entendu, le public n'est pas au courant mais quelques individus éveillés assemblent le Kukudo Kanri-shitsu, ou Bureau de la Sécurité territoriale (dans l'animé), dirigé par Kunikida. Kunikida adopte l'une des deux jumelles, Kaede, qu'il élève comme sa propre fille. La séparation fut estimée nécessaire car ces deux jeunes filles ont le destin du monde entre leurs mains et il est une priorité absolue de les protéger. Malheureusement, à l'âge de 15 ans (en 1992 dans le manga), Kaede disparaît dans un immeuble rempli d'Aragamis en se sentant appelée, elle dit « partir à la découverte de sa destinée ». Et demande à une coéquipière de prendre soin de sa sœur Momiji, l'autre Kushinada.

## Personnages

### Mamoru Kusanagi
Mamoru Kusanagi est un être mi-humain mi-aragami.

#### Caractéristiques
Capable de modifier la structure génétique de sa peau pour en faire des armes redoutables, sa mission est de protéger Kushinada quel qu'en soit le prix.
À la mort de ses parents, alors qu'il n'était qu'un bébé, les Aragamis lui ont implanté sept magatamas pour qu'il devienne un puissant guerrier et puisse ainsi accomplir son devoir. C'est donc depuis très jeune qu'il protège la première Kushinada, Kaede (sœur jumelle de Momiji).
Au fur et à mesure de sa mission, il tombe peu à peu amoureux de Kaede. Il est désemparé quand celle-ci se livre aux Aragamis et décide pour se libérer de sa mission de tuer l'autre Kushinada, Momiji. Mais il est incapable de la tuer car au travers de celle qu'il veut tuer, il revoit celle qu'il a aimée.
Il continuera sa mission en protégeant Momiji qu'il finira par aimer.
Il est aussi obsédé par l'idée de détruire tous les Aragamis.

#### Étymologie
Kusanagi-no-tsurugi (草薙の剣 (), « l'épée de Kusanagi ») est l'épée (coupeuse d'herbe) que Susanoo a trouvée dans une des huit queues du serpent à huit têtes et huit queues Yamata-no-Orochi, qu'il a tué après l'avoir soûlé pour sauver la huitième fille : Kushinada (les autres ayant été dévorées). Elle est aussi appelée Murakumo-no-tsurugi (l'ennemi de Kusanagi).
Le tsurugi est un type d'épée japonaise.

### Momiji Fujimiya
Momiji est une des deux jumelles descendantes de la lignée des Kushinada (l'autre étant Kaede).
Cette jeune fille de 15 ans, naïve est tête en l'air est d'un naturel très gentil et optimiste.
Élevée à Izumo par sa grand-mère, elle ne connait rien de sa mission de Kushinada, qui est de protéger le Japon contre les êtres appelés « Aragamis ».
Mais un matin, alors qu'elle part au collège, elle est confrontée à un bien étrange jeune homme nommé Kusanagi.
Celui-ci lui apprend qui elle est vraiment et surtout quelle est sa mission.
Très vite, une grande complicité s'installe entre Momiji est Kusanagi qui devient son principal allié.

#### Étymologie
Les noms de Momiji et de Kaede (sa sœur jumelle) viendraient tous deux du japonais « érable » :
momiji serait la forme dérivée du mot momizu. Dans le Japon ancien momizu signifiait changer de couleur, c'est-à-dire tourner au rouge ou au jaune. Or les érables étaient représentatifs des arbres qui changeaient de forme en Automne.
Le mot kaede dérive du kaerude dans le « Manyoshu » (Le Manyoshu, la première série de poèmes japonais, écrits dans la première moitié du VIIIe siècle, représente la forme de littérature se rapprochant le plus de la tradition japonaise écrite). Ainsi ce mot s’inspirerait de la similitude entre la forme de la feuille et la patte d’une grenouille. Le mot japonais pour grenouille est kaeru.
De plus Izumo est la ville légendaire dans laquelle Susanoo, exilé sur Terre (cf. Mythologie japonaise), aurait tué Yamata-no-Orochi pour sauver la dernière fille Kushinada.

#### Kohume Sawaguchi
Kohume est la fille la plus casse-cou de la Sécurité territoriale. Elle ne s'entend pas beaucoup au début avec Momiji mais avec le temps elles sont devenus pour le moins des sœurs. Elle était à l'armée c'est pourquoi elle a une attirance hors du commun pour les armes. Elle aime bousiller la tête des Aragamis. Néanmoins se cache derrière elle, une femme qui veut donner son amour et qui souhaite être, aimée tel qu'elle est.

### Sakura Yamazaki
Sakura Yamazaki est une japonaise qui vit aux États-Unis. Elle y est une vedette mais elle est aussi exorciste. Elle revient au Japon pour des motifs peu explicités au départ, mais se lance dans la chasse aux Aragamis. Ceci la met donc en « concurrence » avec l'équipe de la sécurité territoriale; autant dire qu'ils ne font pas bon ménage. Cependant, tous essaient de s'entendre... avec peu de résultats. Ses résultats en tant qu'exorciste seront d'ailleurs la source d'un grand doute pour Momiji, qui se sentira bien inutile.
Dans un épisode, Sakura retrouve sa mère dans l'estomac d'un Aragami et est obligée de la tuer. La séparation avec sa mère qui était elle aussi exorciste aux États-Unis fut lourde car elle a été dévorée par l'Aragami qu'elle a tué plus tard.

## Anime

### Fiche technique
- Année : 1994
- Réalisation : Jun Kamiya
- Musique : Kenji Kawai
- Animation : Production I.G
- Auteur original : Yūzō Takada
- Licencié en France par : Déclic Images
- Nombre d'épisodes : 26
- Diffusion française : Juin 1999 sur Mangas
- Diffusion québécoise : 1er juin 2001 à Super Écran[1]

### Doublage
|                   | Japonais           | Français            |
| ----------------- | ------------------ | ------------------- |
| Mamoru Kusanagi   | Kazuhiko Inoue     | Jacques Albaret     |
| Momiji Fujimiya   | Megumi Hayashibara | Stéphanie Lafforgue |
| Ryoko Takeuchi    | Ai Orikasa         | Stéphanie Lafforgue |
| Azusa Matsudaira  | Yoshiko Sakakibara |                     |
| Koume Sawaguchi   | Kotono Mitsuishi   |                     |
| Kaede Fujimiya    | Mitsuki Yayoi      | Marjolaine Poulain  |
| Sakura Yamazaki   | Sakiko Tamagawa    | Marjolaine Poulain  |
| Daitetsu Kunikida | Akio Ōtsuka        | Jean-Michel Cannone |

 Source et légende : version française (VF) sur RS Doublage

### Liste des épisodes
1. La Princesse Kushinada
2. Cruelle Destinée
3. Printemps à Tôkyô
4. Kohume part en guerre
5. Jun
6. Le Code secret de Yaegashi
7. Yukiko
8. La Rivale
9. Murakumo
10. Le Premier Baiser
11. Le Retour de Sakura
12. Le Rituel de la source
13. La Déclaration d'amour
14. La Route de Nara
15. Voyage à Michinoku
16. Les Illusions perdues
17. Un souffle d'amour
18. L’Épreuve initiatique de Sakura
19. Le Dôme de lumière
20. Retour à Izumo
21. La Séparation
22. Le Destin tragique de Kushinada
23. Le Face-à-face
24. Le Soleil couchant, un temps privé pour chacun de nous
25. Le Pari
26. Le Nouveau Départ

### OAV
3 OAV réalisés en 1996 regroupés sous le titre de Blue Seed Beyond suivent la série.

## Anecdotes
Le véhicule utilisé par Kunikida et l'équipe du Kukudo Kanri-Shitsu est une voiture Citroën XM de marque française.